# آرنولد گارتمان
آرنولد گارتمان (انگلیسی: Arnold Gartmann; ۲۰ نوامبر ۱۹۰۴ – ۴ ژوئن ۱۹۸۰) ورزشکار بابسلد اهل سوئیس بود.